# Rodrigo González (presentador)
Rodrigo González Lupis (Lima, 2 de octubre de 1979) es un presentador de espectáculos e influencer peruano. Su primera aparición fue en el programa Magaly TeVe, en 1997. Desde 2010 hasta 2017 condujo el programa farandulero Amor amor amor, en donde amplió su popularidad junto a su compañera Gigi Mitre.

## Biografía

### Primeros años (1978-2009)
Rodrigo González nació el 2 de octubre de 1979, tercer hijo de Carlos González y Lidia Lupis. Su padre, ya fallecido, fue un empresario hotelero en la selva peruana.
Su infancia lo pasó en el departamento de San Martín. A los 17 años, al estudiar Ciencias de la Comunicación en el Instituto Peruano de Publicidad, realizó sus primeras prácticas en el programa Magaly TeVe de 1997, donde nació su apodo: Peluchin, y terminó en una amistad con su conductora, al culminar sus estudios viajó a España por cuatro años.
Después de un breve paso en Plus TV para incursionarse en promocionales, en febrero del 2009, con cierta influencia de Magaly Medina, inicia su carrera televisiva en el magazín Hola a Todos (Andina de Televisión), con un segmento de farándula llamado Peluchismes, en el mismo se consolida su apodo y se hace popular con este. Tras 6 meses en el espacio, y con ciertos distanciamientos con sus conductores, fue despedido del mismo, por un comentario peyorativo hacia la vedette Tula Rodríguez.
A inicios de septiembre, se integró al magazín Lima Limón (América Televisión) donde mantuvo la conducción de su secuencia Peluchismes.

### Como conductor de programas de espectáculos (2010-actualidad)
En mayo del 2010 ingreso a Frecuencia Latina (ahora Latina Televisión), incorporándose a la conducción del programa farandulero Amor Amor Amor , junto a Janine Leal. Posteriormente compartió el rol con Sofía Franco, Carla Barzotti y desde 2013 hasta 2017 con Gigi Mitre, esta última tras la renuncia del programa Hola a todos.
En 2011 recibieron a Larissa Riquelme y Luciana León. En 2012 realizaron una transmisión con el elenco de Sálvame. En 2013 se lanzó un episodio especial pero fue criticado por interrumpir el espacio que transmitía Guerreros de arena. En 2016 realizaron entrevistas con personalidades internacionales. Una de ellas fue Alejandra Guzmán, que fue interrumpida en vivo y generó expectativa de la prensa mexicana. Caso similar sucedió en una conversación telefónica con Laura Zapata tras hacer un reportaje de su hermana, la actriz y cantante Thalía.
El programa recibió críticas en su emisión por la difusión de lenguaje soez y escenas sugestivas en sus noticias. A finales de noviembre de 2017, Rodrigo fue suspendido por un mes de Amor Amor Amor después de que este revelara mensajes racistas que Carlos Barraza, presentador del programa de espectáculos matutinos, le enviaba al amante de su esposa.
Después de cuatro meses de ausencia, en marzo de 2018, Rodrigo volvió con Gigi Mitre a la conducción del programa farandulero que remplaza a Amor Amor Amor, ¡Válgame Dios!. Sin embargo, renunciaron en agosto de 2019, por desacuerdos con la gerencia de contenido, en especial con la gerenta, Susana Umbert.
En 2020, regresó a la conducción junto con Gigi Mitre en el programa Amor y fuego de Willax Televisión.
Rodrigo es uno de los más grandes críticos del reality de competencia Esto es Guerra, en parte por los escándalos y polémicas que rodean al programa.

### Otras actividades
Rodrigó participó como conductor invitado en el programa El valor de la verdad en 2013, y el especial de los premios Óscar en 2014. En su faceta como influencer, publica en un tono sarcástico y con humor negro, noticias sobre la farándula.

## Televisión
- Hola a todos (2009) Andina de Televisión
- Lima Limón (2009) América Televisión
- Amor, amor, amor (2010-2017) Latina Televisión
- ¡Válgame Dios! (2018-2019) Latina Televisión
- Amor y Fuego (2020-presente) Willax Televisión